# Sillus attiguus
Sillus attiguus är en spindelart som först beskrevs av O. Pickard-Cambridge 1896.  Sillus attiguus ingår i släktet Sillus och familjen spökspindlar. Inga underarter finns listade i Catalogue of Life.